# Brent Iverson
Brent Iverson (ur. 11 kwietnia 1982) – australijski judoka.
Uczestnik mistrzostw świata w 2009, 2010 i 2011. Startował w Pucharze Świata w latach 2009-2012. Zdobył cztery medale mistrzostw Oceanii w latach 2006 - 2012. Mistrz Australii w 2010, 2011 i 2012 roku.